# Dino Ciccarelli
Dino Ciccarelli (Kanada, Ontario, Sarnia, 1960. február 8. –) profi jégkorongozó. A National Hockey League-ben 19 szezont játszott és 1200 pontot szerzett.

## Karrier
Hosszú pályafutása alatt sosem nyert Stanley-kupát. A győzelemhez 1995-ben került a legközelebb a Detroit Red Wings színeiben ám ekkor a New Jersey Devils legyőzte őket. 1996-ban elhagyta a Detroitot és a Tampa Bay Lightninghoz szerződött. Ebben az évben a Detroit lett a bajnok. Pályafutása alatt sok vitás eset történt a jégen és a magánéletében. 1988. január 6-án a Toronto Maple Leafs játékosát Luke Richardsont megtámadta a bottal. Egy napot töltött a börtönben és 1000 dollárt kellett fizetnie.
2010-ben beválasztották a Jégkorong Hírességek Csarnokába.

## Díjai, elismerései
- OMJHL Second All-Star Team (1978)
- NHL All-Star Gála (1982, 1983, 1989, 1997)
- Jégkorong-világbajnoki bronzérem: 1982
- A Jégkorong Hírességek Csarnokának a tagja: 2010

## Karrier statisztika
| 1976–1977         | London Knights        | OMJHL             | 66   | 39  | 43  | 82   | 45   | 20  | 11 | 13 | 24  | 14  |
| 1977–1978         | London Knights        | OMJHL             | 68   | 72  | 70  | 142  | 49   | 9   | 6  | 10 | 16  | 6   |
| 1978–1979         | London Knights        | OMJHL             | 30   | 8   | 11  | 19   | 35   | 7   | 3  | 5  | 8   | 0   |
| 1979–1980         | London Knights        | OMJHL             | 62   | 50  | 53  | 103  | 72   | 5   | 2  | 6  | 8   | 15  |
| 1979–1980         | Oklahoma City Stars   | CHL               | 6    | 3   | 2   | 5    | 0    | —   | —  | —  | —   | —   |
| 1980–1981         | Oklahoma City Stars   | CHL               | 48   | 32  | 25  | 57   | 45   | —   | —  | —  | —   | —   |
| 1980–1981         | Minnesota North Stars | NHL               | 32   | 18  | 12  | 30   | 29   | 19  | 14 | 7  | 21  | 25  |
| 1981–1982         | Minnesota North Stars | NHL               | 76   | 55  | 51  | 106  | 138  | 4   | 3  | 1  | 4   | 2   |
| 1982–1983         | Minnesota North Stars | NHL               | 77   | 37  | 38  | 75   | 94   | 9   | 4  | 6  | 10  | 11  |
| 1983–1984         | Minnesota North Stars | NHL               | 79   | 38  | 33  | 71   | 58   | 16  | 4  | 5  | 9   | 27  |
| 1984–1985         | Minnesota North Stars | NHL               | 51   | 15  | 17  | 32   | 41   | 9   | 3  | 3  | 6   | 8   |
| 1985–1986         | Minnesota North Stars | NHL               | 75   | 44  | 45  | 89   | 51   | 5   | 0  | 1  | 1   | 6   |
| 1986–1987         | Minnesota North Stars | NHL               | 80   | 52  | 51  | 103  | 88   | —   | —  | —  | —   | —   |
| 1987–1988         | Minnesota North Stars | NHL               | 67   | 41  | 45  | 86   | 79   | —   | —  | —  | —   | —   |
| 1988–1989         | Minnesota North Stars | NHL               | 65   | 32  | 27  | 59   | 64   | —   | —  | —  | —   | —   |
| 1988–1989         | Washington Capitals   | NHL               | 11   | 12  | 3   | 15   | 12   | 6   | 3  | 3  | 6   | 12  |
| 1989–1990         | Washington Capitals   | NHL               | 80   | 41  | 38  | 79   | 122  | 8   | 8  | 3  | 11  | 6   |
| 1990–1991         | Washington Capitals   | NHL               | 54   | 21  | 18  | 39   | 66   | 11  | 5  | 4  | 9   | 22  |
| 1991–1992         | Washington Capitals   | NHL               | 78   | 38  | 38  | 76   | 78   | 7   | 5  | 4  | 9   | 14  |
| 1992–1993         | Detroit Red Wings     | NHL               | 82   | 41  | 56  | 97   | 81   | 7   | 4  | 2  | 6   | 16  |
| 1993–1994         | Detroit Red Wings     | NHL               | 66   | 28  | 29  | 57   | 73   | 7   | 5  | 2  | 7   | 14  |
| 1994–1995         | Detroit Red Wings     | NHL               | 42   | 16  | 27  | 43   | 39   | 16  | 9  | 2  | 11  | 22  |
| 1995–1996         | Detroit Red Wings     | NHL               | 64   | 22  | 21  | 43   | 99   | 17  | 6  | 2  | 8   | 26  |
| 1996–1997         | Tampa Bay Lightning   | NHL               | 77   | 35  | 25  | 60   | 116  | —   | —  | —  | —   | —   |
| 1997–1998         | Tampa Bay Lightning   | NHL               | 34   | 11  | 6   | 17   | 42   | —   | —  | —  | —   | —   |
| 1997–1998         | Florida Panthers      | NHL               | 28   | 5   | 11  | 16   | 28   | —   | —  | —  | —   | —   |
| 1998–1999         | Florida Panthers      | NHL               | 14   | 6   | 1   | 7    | 27   | —   | —  | —  | —   | —   |
| OMJHL összesített | OMJHL összesített     | OMJHL összesített | 226  | 169 | 177 | 346  | 201  | 41  | 22 | 34 | 56  | 35  |
| NHL összesített   | NHL összesített       | NHL összesített   | 1232 | 608 | 592 | 1200 | 1425 | 141 | 73 | 45 | 118 | 211 |